# Čudo dinastije Brandenburg
Čudo dinastije Brandenburg je naziv za događaj iz 1762. godine
Tijekom sedmogodišnjeg rata 1756. – 1763. godine između s jedne strane Pruske i Velike Britanije i s druge strane Rusije, Francuske, Švedske, Austrije i Španjolske ruske trupe su bile osvojile po drugi put Berlin i praktički potpuno uništile vojsku Fridrika Velikog.
U tim vojno-politički uvjetima iznenada je preminula ruska carica Elizabeta, koja je bila pokretačka snaga svojeg vojnog saveza. Kako je njen nasljednik Petar III. bio ljubitelj svega pruskog, on odmah po stupanju na prijestolje sklapa bezuvjetni mir s poraženim protivnikom, ne tražeći nikakve financijske ili teritorijalne ustupke. Taj događaj je u Prusiji prozvan čudom dinastije Brandenburg.
Gotovo dva stoljeća kasnije, kada se Hitlerova Njemačka 1945. godine također našla na rubu poraza, putem medija se počela prizivati obnova toga čuda, koje će državu ponovno spasiti od propasti. Na vijest o smrti Franklina D. Roosvelta, 12. travnja 1945., godine nacistički vrh je napravio veliku proslavu, zbog uvjerenja da će se čudo ponoviti, no to se nije dogodilo.